# Gustave Swiney
Gustave Swiney, né le 8 janvier 1808 à Bordeaux (Gironde) et mort le 7 avril 1888 à Plouégat-Guérand (Finistère), est un homme politique français.

## Biographie
Gustave Swiney descend d'un immigré irlandais, Jean Swiney, capitaine négociant à Morlaix, né le 9 octobre 1792 à Cork (Irlande), qui obtint sa naturalisation française le 31 mars 1819, propriétaire du château de Guerrand. 
Propriétaire à Plouégat, il est maire de la commune en 1871, et révoqué après le 24 mars 1873. Il est élu député du Finistère en décembre 1873, lors d'une élection partielle. Il est réélu en 1876 et 1877. Siégeant au centre gauche, il est l'un des 363 qui refusent la confiance au gouvernement de Broglie le 16 mai 1877.